# Agustina Córdova
Agustina Córdova (Mendoza, Argentina, 24 de octubre de 1985) es una modelo y actriz argentina.

## Carrera
Sus primera aparición como actriz fue en Dr. Amor, en el año 2003 como "Valeria" en canal 13. En 2004 fue Maggie, en la sitcom protagonizada por Florencia Peña y Boy Olmi, La niñera (Argentina).
En 2005 participó en la ficción Los Roldán y en el 2006 interpretó a Candelaria en Alma pirata.
Ya en 2007 fue convocada para participar de El Circo de las Estrellas, segmento que formaba parte del programa de Susana Giménez.
En el año 2008 integró el elenco de Aquí no hay quien viva.
En el 2009 fue convocada para integrarse al elenco de Casi ángeles, serie juvenil protagonizada por Emilia Attias y Mariano Torre. En ella interpretó a Sol, una psicóloga que enamora a uno de sus pacientes, el joven y conflictivo Simón (Pablo Martínez).
En el 2010 fue Candy en Botineras, telenovela protagonizada por Romina Gaetani y Nicolás Cabré y además hizo su debut cinematográfico en Güelcom. Película dirigida por Yago Blanco y protagonizada por Mariano Martínez, que se rodó en septiembre de 2010, pero se estrenó el 4 de agosto de 2011.
En el 2011, actuó en algunos episodios en la tira Los únicos, interpretando a Bianca Bella Materazzi, y luego en uno de los episodios del unitario de América, Historia de la primera vez. A fin de año participó del unitario Los Sónicos.
En 2012 regresa al cine en el elenco de Amor a mares, protagonizada por Luciano Castro, Gabriel Goity y Paula Morales.

## Cine
| Año  | Título                         | Personaje | Director            |
| ---- | ------------------------------ | --------- | ------------------- |
| 2011 | Güelcom                        | Mirna     | Yago Blanco         |
| 2012 | Amor a mares                   | Analía    | Ezequiel Crupnicoff |
| 2014 | El otro: no todo es lo que ves |           | Daniel De Felippo   |
| 2015 | Expediente Santiso             |           | Carlos Belloso      |
| 2017 | Ley primera                    | Matilda   | Diego Rafecas       |

## Televisión
| Año  | Programa                                   | Canal      | Personaje/Rol          |
| ---- | ------------------------------------------ | ---------- | ---------------------- |
| 2003 | Dr. Amor                                   | Canal 13   | Valeria                |
| 2004 | La niñera                                  | Telefe     | Maggie Iraola          |
| 2005 | Los Roldán                                 | Canal 9    | Camila                 |
| 2006 | Alma pirata                                | Telefe     | Candelaria Pagliero    |
| 2007 | El circo de las estrellas (Susana Giménez) | Telefe     | Participante           |
| 2008 | Aquí no hay quien viva                     | Telefe     | Diana                  |
| 2009 | Casi ángeles                               | Telefe     | Sol Aguirre            |
| 2010 | Botineras                                  | Telefe     | Candy                  |
| 2011 | Los Únicos                                 | Canal 13   | Bianca Bella Materazzi |
| 2011 | Historias de la primera vez                | América TV | Paula                  |
| 2011 | Los Sónicos                                | Canal 9    | Maju                   |
| 2015 | El otro                                    | TV Pública | Natalia                |
| 2015 | Caminos de Guanajuato                      | TV Azteca  | Carolina               |
| 2017 | Quiero vivir a tu lado                     | El trece   | Solana                 |